# チキト・デ・ラ・カルサーダ
チキト・デ・ラ・カルサーダ (Chiquito de la Calzada, 1932年5月28日 - 2017年11月11日) は、スペイン出身のコメディアン、俳優、歌手。